# 王治单
王治单（1970年12月19日—），中国男子篮球运动员，曾随中国国家队参加1992年夏季奥林匹克运动会男子篮球比赛，最终获得第十二名。他也参加过1990年和1994年亚洲运动会。